# Багаття (бівуачне)

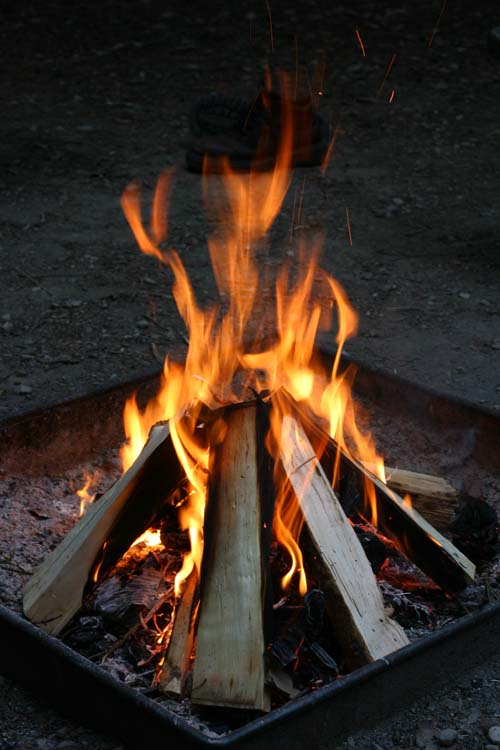
Багаття

| Багаття бівуачне — купа дров, хмизу, ломаччя, що горить в поході, бівуаку, експедиції тощо поза межами населеного пункту для нічлігу або відпочинку. - Джерело тепла; - Відлякування хижаків; - Приготування їжі; - Сигнал лиха. Майданчик для багаття вибирають на відкритому, але захищеному від вітру і безпечному місці, на відстані 5-8 метрів від наметів, бажано біля води. Слід робити це на майданчиках, які вже використовували з цією метою. Саперною лопаткою знімають дерен із місця, обраного для багаття, і обкопують його рівчаком. У крайньому разі для цього застосовують сокиру. Усе сухе листя, гілки, траву, які можуть загорітись, варто відгребти від багаття на відстань 1-1,5 м. Мале багаття легше розводити та підтримувати, ніж велике. Декілька малих багать, розташованих по колу, в прохолодну погоду дадуть більше тепла, ніж одне велике. Багаття для обігрівання роблять більше, а для приготування їжі — менше. Підтримка багаття потребує меншої затрати сил, ніж розпалювання нового. |

## Типи бівуачного багаття
Багаття поділяються на такі, котрі димлять, дають багато жару або полум'я. Багаття, які дуже сильно димлять — «димові» — використаються для сигналізації та для відлякування комарів, ґедзів, гнусу; ті, що виділяють дуже багато теплової енергії, так звані «жарові» — для готування їжі, просушування речей, зігрівання людей, якщо вони хочуть зігрітися біля багаття; «полум'яні» — для освітлення біваку й готування їжі.
Конструкція багаття обирається в залежності від того, що потрібно в даний момент — обігрітися, приготувати їжу, висушити одяг чи взуття, переночувати. Найпоширеніші з них:

### Курінь
|  | Найпростіший і найпоширеніший тип багаття. Він зручний як для приготування їжі, так і для забезпечення тепла та освітлення табірного майданчика. Переваги цього конусоподібного багаття в тому, що на нього, як паливо, йдуть нетовсті дрова (хмиз, тріски). |

### Колодязь
|  | Це багаття складають із більш-менш товстих коротких полін, покладених рядами. Повільно згораючи, поліна утворюють багато жару, що дає високу температуру. Таке багаття зручне для приготування їжі, обігріву туристів і сушіння їхнього одягу. |

### Тайгове
|  | Тайгове (інші назви — мисливське, траперське) належить до багать тривалої дії. Воно дає велике жарке полум'я і не вимагає частого підкладання дров. Складається з 1-2 товстих колод довжиною 2-3 метри, на які кладуть одним кінцем декілька тонших колод під гострим кутом одна до одної. Широкий фронт вогню дозволяє варити на ньому їжу для великої групи туристів, сушити речі, а також ночувати поруч тим, хто не має наметів. |

### Нодья
|  | Це багаття, що застосовується при ночівлі в холодну погоду. Для нього заготовляють рівні колоди (ялина, сосна, кедр), очищаючи їх від гілок і сучків. Дві колоди кладуть поруч на землю, потім у зазор між ними поміщають тонкі сухі гілки, що легко займаються, а зверху все притискається третьою колодою. Це вогнище поступово розпалюється й горить рівним жарким полум'ям декілька годин. |

### Зіркове
|  | Свою назву вогнище отримало за зовнішній вигляд укладеного у вигляді променів, що розходяться від центру багаття, палива. Для нього підійдуть товсті поліна, оскільки вони дають багато тепла і довго горять, а коли обгорять, їх підсовують до центру. Таке вогнище незамінне вночі. Його можна використати для обігрівання, нічного освітлення та для підігрівання їжі. |

### Камін
|  | Багаття, для підтримки котрого в холодну погоду, використовують великі поліна (5-7 шт.), що приставляються до кілків у формі стінки. Перед стінкою розводять багаття, і як тільки воно розгориться, його обкладають з трьох сторін великими полінами. Стінку розташовують так, щоб вітер дув прямо на неї. |

### Полінезійське
Викопується на один-два штики лопати ямка, в ній розводиться багаття. Вогонь захищено від сильного вітру, дощу.

### Дакота
Викопується на один-два штики лопати ямка для горіння дров, потім, у напрямку звідки дме вітер, відступають на один фут (довжину ступні), і копають «піддувало» — нору діаметром один-два кулаки. Спочатку просто униз, потім повертають у напрямку ямки для горіння дров. Треба вийти на рівні дна останньої, тоді «Дакота» буде добре працювати.